# Ducati Desmoquattro
Il Ducati Desmoquattro è un motore endotermico bicilindrico a V di 90° prodotto dalla casa motociclistica Ducati a partire 1986 e progettato dagli ingegneri Massimo Bordi e Pierluigi Mengoli. Nato come motore da competizione, esso fu modificato per la produzione in serie ed evoluto in diverse versioni, nonché rielaborato per le gare delle Superbike, moto da corsa derivate dalla serie.
I successi sportivi e commerciali derivati da questo motore hanno risollevato le sorti dell'azienda.

## Il contesto
I fratelli Castiglioni, proprietari della Cagiva e clienti della Ducati per la fornitura dei motori Pantah per le loro Alazzurra ed Elefant, acquisirono la casa di Borgo Panigale nel maggio 1985 e decisero di effettuare nuovi investimenti per rilanciare il livello tecnico del marchio per poter competere con le case giapponesi. Si avallò quindi la realizzazione di un nuovo motore a 4 tempi, nella classica configurazione bicilindrica a L con distribuzione desmodromica, ma che fosse raffreddato a liquido anziché ad aria, fosse dotato di una testata plurivalvole e alimentato mediante iniezione elettronica.

## Tecnica
La maggiore innovazione apportata al motore fu l'introduzione di nuove testate e cilindri sul basamento della precedente Ducati 750 F1 (a sua volta derivata dalla Ducati Pantah), per superare i limiti tecnici di quella vecchia che aveva solo due valvole ed era raffreddata ad aria. Il progettista, l'ing. Massimo Bordi, aveva già nel cassetto il suo progetto per una testata desmodromica plurivalvole, che aveva redatto nel 1974-'75 come sua tesi di laurea all'Università di Bologna e prototipizzato in collaborazione con l'ing. Fabio Taglioni, e all'arrivo dei nuovi proprietari vi rimise mano aggiornandolo e battezzandolo Desmoquattro, dopo averlo confrontato con altri suoi studi su distribuzioni a 4, 5 o 6 valvole con richiamo a molla. Taglioni, l'allora consulente tecnico della Ducati e direttore tecnico uscente, era però contrario a tale scelta, avendo egli proposto l'adozione di un leggero e compatto motore in configurazione V4 e raffreddato ad aria per la nuova moto (il progetto Ducati Bipantah, cancellato alla fine del 1982 dalla VM Motori, allora proprietaria della casa bolognese), ma i risultati al banco prova diedero ragione al suo giovane allievo.
Il progetto partì all'inizio del 1986 e subito raggiunse la priorità massima tra gli obbiettivi dei nuovi proprietari, che chiesero la collaborazione della Cosworth per l'industrializzazione, la quale però declinò l'offerta. I motoristi inglesi sostenevano infatti di poter ridurre ulteriormente l'angolo incluso tra le valvole se avessero potuto rinunciare alla distribuzione desmodromica, ma la Ducati, seppur vacillando in un primo momento (fu quello il periodo in cui Bordi comparò le varie soluzioni alternative plurivalvole), scelse di restare fedele alle proprie convinzioni tecniche, accettandone pregi e difetti, pertanto l'industrializzazione fu affidata al progettista stesso, coadiuvato dai colleghi Luigi Mengoli e Vincenzo Marolla.

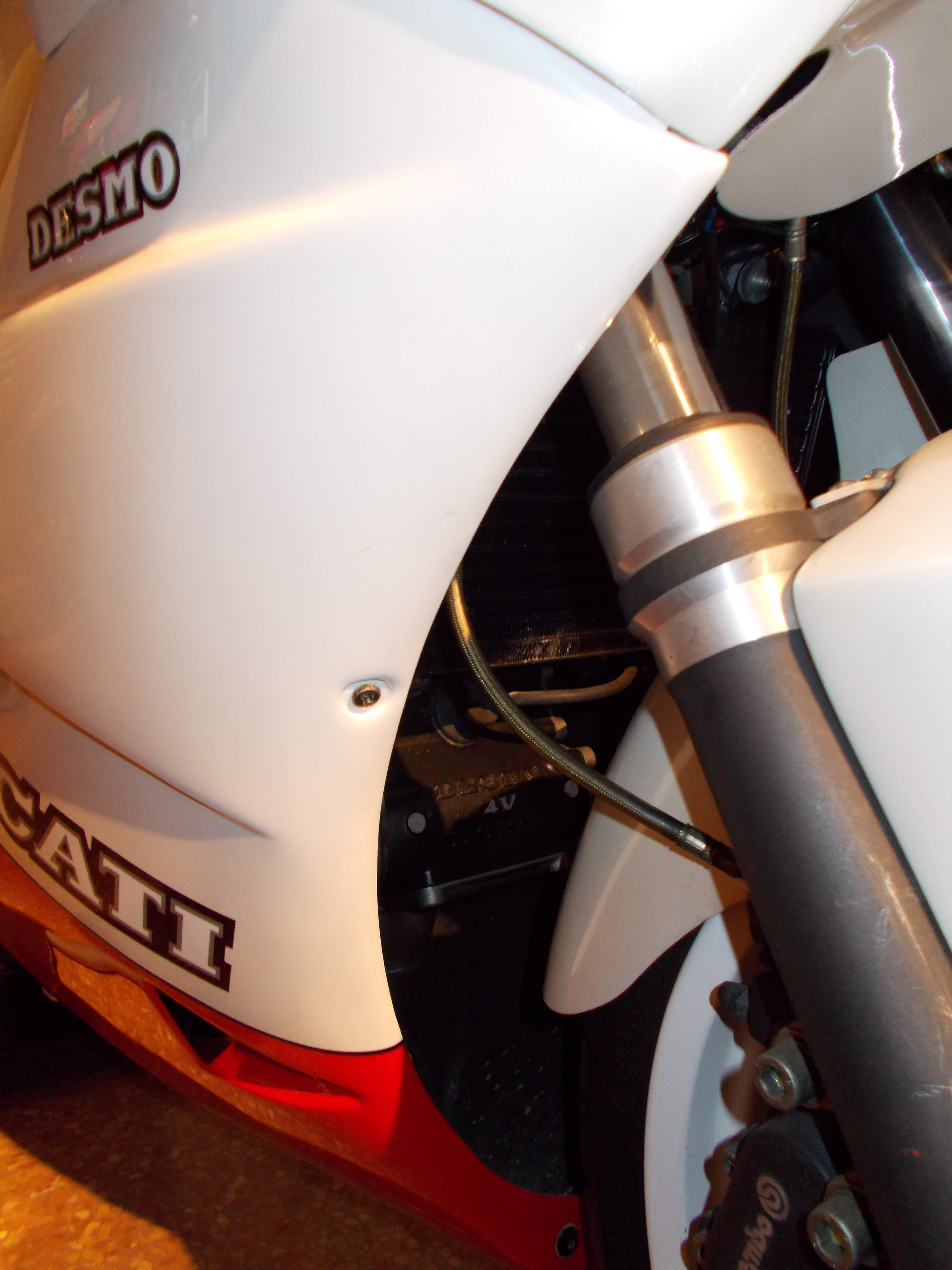
Il Desmoquattro installato su una Ducati 851 Tricolore

L'assemblaggio del primo prototipo del Desmoquattro cominciò nel mese di aprile sulla base di un basamento della serie Pantah, opportunamente modificato (fu preparato un carter destro specifico per accogliere la pompa dell'acqua), e si passò nel frattempo a progettare la parte elettronica, con sensori del tipo di quelli montati sulle vetture del gruppo FIAT, per poi completare il lavoro all'inizio dell'estate del 1986, quando il motore venne collaudato al banco, dove sprigionò inizialmente una potenza di 93 CV, già confrontabile con il due valvole raffreddato ad aria al suo massimo sviluppo.
La moto destinata ad accogliere il nuovo motore fu realizzata sulla base della Ducati 750 F1 da competizione che aveva vinto il campionato italiano Formula TT del 1985 con Virginio Ferrari, che aveva anch'essa una cilindrata di soli 748 cm³, e venne iscritta al Bol d'Or nel 1986 con il nome di Ducati 748 IE per Ferrari, Juan Garriga e Marco Lucchinelli. Sulla versione successiva si adottò un basamento rinforzato accoppiato a cilindri con alesaggio maggiorato a 92 mm e corsa portata a 64 mm (cilindrata totale 851 cc) in luogo dei precedenti 88 mm e 61,5 mm, con le teste e le valvole del prototipo furono ritoccate per adeguarsi ad esso e una potenza salita a 115 CV.
Le successive versioni stradali (e relative controparti elaborate per le gare) videro incrementare la cilindrata del Desmoquattro dapprima a 888 cc (aumento dell'alesaggio da 92 mm a 94 mm), poi a 916 cc (aumento della corsa da 64 mm a 66 mm), poi a 926 cc e 955 cc (solo da gara), per terminare con la versione da 996 cc (alesaggio portato a 98 mm) presentata nel 1999 per la Ducati 996. Ognuna di queste versioni portava con sé migliorie in ogni settore del motore per reggere le sempre maggiori sollecitazioni imposte dalle crescenti potenze erogate, implicando l'uso di valvole di dimensioni sempre maggiori, fino ad arrivare al punto di dover riprogettare completamente la testata del Desmoquattro, con una riduzione dell'angolo incluso tra le valvole che diede anche il nome alla nuova versione del motore: Ducati Testastretta.
Nel frattempo veniva realizzata una versione di cilindrata ridotta a 748 cm³ (88 x 61,5 mm) che ha equipaggiato la Ducati 748, rimasta in commercio dal 1995 al 2002, creata per partecipare al Campionato mondiale Supersport.

## Impiego

Virginio Ferrari testa al Mugello il prototipo Ducati 748 IE equipaggiato dal Desmoquattro nel 1986

Attorno al Desmoquattro la Ducati ha costruito la sua fama di fabbrica di moto supersportive: con esso, e con le esperienze maturate dal suo uso nelle competizioni, ha realizzato tutta una serie di moto ad elevate prestazioni che sono state in listino dal 1988 fino ai primi anni duemila, quando si è completato il passaggio della gamma al successivo Ducati Testastretta.
Nella versione derivata dal modello stradale destinata alle competizioni, il Desmoquattro ha equipaggiato le Ducati da gara che hanno partecipato a varie annate del campionato mondiale Superbike, fin da quello del 1988 con la Ducati 851 pilotata da Marco Lucchinelli, permettendo alla casa di Borgo Panigale di vincere per otto volte nei successivi dieci anni il titolo mondiale di categoria; il Desmoquattro viene poi evoluto in successive varianti che hanno trovato posto sulla Ducati 888, la Ducati 916 e la Ducati 996, per finire poi la sua carriera sulle sport-tourer Ducati ST4 e ST4s, in varianti meno spinte e più adatte a quest'ultima tipologia di moto.